# ハッスル (1975年の映画)
『ハッスル』（Hustle）は1975年のアメリカ合衆国のサスペンス映画。
監督はロバート・アルドリッチ、出演はバート・レイノルズとカトリーヌ・ドヌーヴなど。
ロサンゼルスを舞台に、古き良き時代のアメリカを忘れられず、昔ながらの中産階級の倫理感にとらわれている刑事の姿を、高級コールガールの恋人との関係や娘の自殺を受け入れられない傷痍軍人の姿を通して描く。

## ストーリー
マーティ夫妻の家出娘グロリアの死体が発見された。解剖結果からグロリアの死は薬物の過剰摂取による自殺と断定される。だがグロリアには売春婦という裏の顔があり、曰く付きの大物弁護士セラーズとの関係が疑われた。実はセラーズはロサンゼルス市警のフィル・ゲインズ刑事の恋人で高級コールガールでもあるニコルの上客であり、フィルとも知り合いであった。娘の他殺を疑うマーティが独自に捜査を始めたことから、フィルは渋々自ら捜査に乗り出す。
結局、グロリアの自殺を否定する証拠は何も得られなかったが、思い余ったマーティはセラーズを射殺してしまう。フィルは中産階級のセラーズが公平な裁判を受けるのは不可能と考え、正当防衛のように見せかける工作を行い、事件は一応の決着を迎えた。嫌気が差したフィルはニコルと共にバカンスに出掛けるため空港に向かう途中、立ち寄った酒屋で強盗と遭遇。銃撃戦の末に命を落とすのだった。

## キャスト
| 役名                   | 俳優                     | 日本語吹替                                |
| 役名                   | 俳優                     | 日本テレビ版                              |
| ---------------------- | ------------------------ | ----------------------------------------- |
| フィル・ゲインズ       | バート・レイノルズ       | 石田太郎                                  |
| ニコル・ブリットン     | カトリーヌ・ドヌーヴ     | 田島令子                                  |
| マーティ・ホリンジャー | ベン・ジョンソン         | 阪脩                                      |
| ルイス・ベルグレイヴ   | ポール・ウィンフィールド | 徳丸完                                    |
| ポーラ・ホリンジャー   | アイリーン・ブレナン     |                                           |
| レオ・セラーズ         | エディ・アルバート       | 細井重之                                  |
| サントロ               | アーネスト・ボーグナイン |                                           |
| グロリア・ホリンジャー | シャロン・ケリー         |                                           |
| ペギー・サマーズ       | キャサリン・バック       | 榊原良子                                  |
| ハービー・ダリッツ     | ジャック・カーター       |                                           |
| 不明 その他            | N/A                      | 秋元羊介 稲葉実 広瀬正志                  |
| 日本語スタッフ         |                          |                                           |
| 演出                   |                          |                                           |
| 翻訳                   |                          |                                           |
| 効果                   |                          |                                           |
| 調整                   |                          |                                           |
| 制作                   | 制作                     | 東北新社                                  |
| 解説                   | 解説                     | N/A                                       |
| 初回放送               | 初回放送                 | 1982年5月8日 『土曜映画劇場』 14:30-16:00 |